# ハリウッド (フロリダ州)

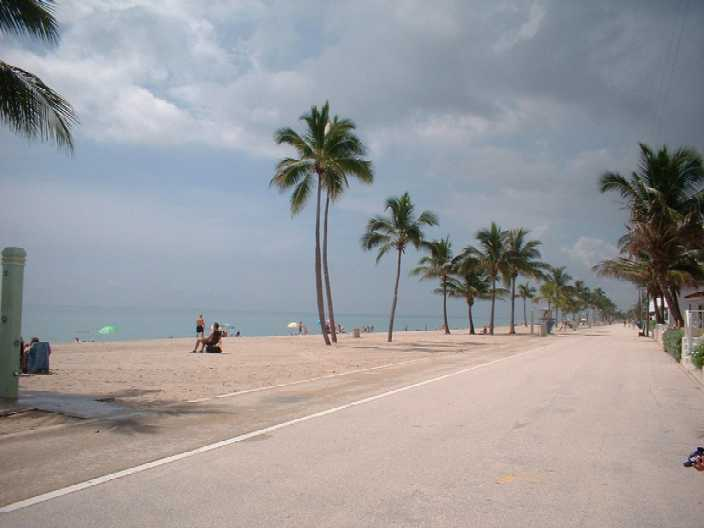
ハリウッドのビーチ

ハリウッド（Hollywood）は、アメリカ合衆国フロリダ州南東部、ブロワード郡に位置する都市。人口は15万3067人（2020年）。フォートローダーデールの南に隣接し、マイアミ・フォートローダーデール・ウェストパームビーチ都市圏を形成する。
ハリウッドは「ゴールド・コーストのダイアモンド」（Diamond of the Gold Coast）と呼ばれるマイアミから北へ約100キロメートルにわたって連なるビーチリゾートのひとつであるが、同時にマイアミやフォートローダーデールの郊外都市としての性格を併せ持っている。そのためマイアミやフォートローダーデールに見られるような賑やかさはハリウッドにはなく、ビーチも比較的静かである。

## 歴史
出典: ハリウッド市公式サイト
ハリウッドが正式な市になったのは1925年のことである。1920年代、ジョセフ・ヤング（Joseph Young）は「フロリダの理想の都市」を作り上げるべく、その都市計画を実行するにふさわしい土地を探していた。その都市計画とは、大西洋からエバーグレーズに向けて東西に大通りを設け、その両側にイントラコースタル・ウォーターウェイに注ぐ人工の湖を造るというものであった。その湖はヨットハーバーにする計画であった。また市内数ヶ所に巨大なロータリーを設け、約46,000平方メートルの公園、市庁舎、士官学校（現在では商業施設になっている）を設置した。一方、ビーチではハリウッド・ビーチ・ホテル（Hollywood Beach Hotel）をはじめとするホテルやカジノの建設・開業が相次ぎ、「南のアトランティックシティ」となるべく、リゾート地としての開発が進んでいた。しかし1926年のハリケーン襲来で、市の大部分は破壊されてしまった。
その後ヤングは没落し、1934年に心不全で死去したが、ハリウッドは成長を続けた。1930年には2,689人であった人口が1935年には4,500人、1940年には6,239人、1945年には7,500人、そして1950年には14,351人を数えた。
第二次世界大戦中、ハリウッド市内の主要な施設のほとんどは海軍の管轄下に置かれた。士官学校は海軍の狙撃手養成学校となった。ハリウッド・ビーチ・ホテルは海軍の訓練学校として使われた。ハリウッド・ゴルフ・アンド・カントリークラブ（Hollywood Golf and Country Club）は軍人専用の娯楽施設となった。
第二次世界大戦が終わると、内陸部への市街地の拡大と人口流入が続き、ハリウッドは急成長を遂げていくようになった。1955年には人口22,978人、1960年には35,237人、1965年には67,500人、1970年には106,873人、1975年には121,400人を数えた。その後、市は成熟期に入っていくものの、人口は増加し続けている。

## 地理

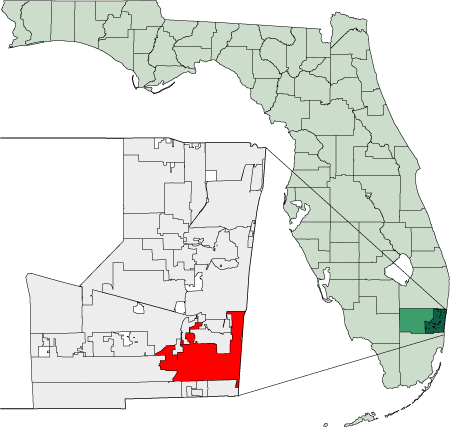
ブロワード郡内の位置

ハリウッドは北緯26度1分17秒 西経80度10分30秒 / 北緯26.02139度 西経80.17500度（26.021467, -80.174910）に位置している。
アメリカ合衆国統計局によると、ハリウッド市は総面積79.8km²（30.8mi²）である。このうち70.8km²（27.3mi²）が陸地で9.0km²（3.5mi²）が水域である。総面積の11.23%が水域となっている。
ハリウッドはブロワード郡の南東部に位置し、フォートローダーデールの南に隣接している。大西洋岸には8-10kmにわたってビーチが続いている。一方、内陸部にはフロリダ州一帯に住むネイティブ・アメリカンのセミノール族の居住区が広がっている。

## 住民
以下は2000年国勢調査における人口統計データである。
- 人口: 139,357人
- 世帯数: 59,673世帯
- 家族数: 34,490家族
- 人口密度: 1,968.0人/km²（5,097.2人/mi²）
- 住居数: 68,426軒
- 住居密度: 966.3軒/km²（2,502.8軒/mi²）

人種別人口構成
- 白人: 78.35%
- アフリカン・アメリカン: 12.09%
- ネイティブ・アメリカン: 0.27%
- アジア人: 1.98%
- 太平洋諸島系: 0.08%
- その他の人種: 3.95%
- 混血: 3.27%
- ヒスパニック・ラテン系: 22.53%

年齢別人口構成
- 18歳未満: 21.3%
- 18-24歳: 7.0%
- 25-44歳: 31.3%
- 45-64歳: 23.1%
- 65歳以上: 17.3%
- 年齢の中央値: 39歳
- 性比（女性100人あたり男性の人口）
  - 総人口: 94.1
  - 18歳以上: 90.9

世帯と家族（対世帯数）
- 18歳未満の子供がいる: 24.9%
- 結婚・同居している夫婦: 41.5%
- 未婚・離婚・死別女性が世帯主: 11.9%
- 非家族世帯: 42.2%
- 単身世帯: 34.4%
- 65歳以上の老人1人暮らし: 13.1%
- 平均構成人数
  - 世帯: 2.31人
  - 家族: 3.00人

収入と家計
- 収入の中央値
  - 世帯: 36,714米ドル
  - 家族: 44,849米ドル
  - 性別
    - 男性: 33,102米ドル
    - 女性: 27,237米ドル
- 人口1人あたり収入: 22,097米ドル
- 貧困線以下
  - 対人口: 13.2%
  - 対家族数: 9.9%
  - 18歳未満: 18.1%
  - 65歳以上: 11.8%

## 出身人物
- アンナ・ニコル・スミス、モデル、女優
- ヴィクトリア・ジャスティス、女優
- オリンド・メア、フットボール選手
- クリス・ブリットン、野球選手
- ジリアン・ローズ・リード、女優
- スティーブ・ブレイク、バスケットボール選手
- セス・ガベル、俳優
- ノーマン・リーダス、俳優
- マイク・ナポリ、野球選手
- マイク・ファイヤーズ、野球選手
- ジョシュ・ギャッド、俳優

## 交通
- ハリウッド駅

## 姉妹都市
ハリウッドは以下の8都市と姉妹都市提携を結んでいる。
- レチェリア（ベネズエラ）
- シダード・デ・ラ・コスタ（ウルグアイ）
- グアテマラシティ（グアテマラ）
- ハーツリヤ（イスラエル）
- ロモランティン（フランス）
- バイアマーレ（ルーマニア）
- ヒギューエイ（ドミニカ共和国）
- ヴロラ（アルバニア）